# Communauté de communes de la région Saint-Jeannaise
La communauté de communes de la région Saint-Jeannaise est une ancienne communauté de communes française, située dans le département de l'Isère et la région Auvergne-Rhône-Alpes.

## Historique
Elle fusionne le 1er janvier 2016 avec la communauté de communes Bièvre Isère.

## Composition
La communauté de communes regroupait 14 communes :

| Nom                           | Code Insee | Gentilé        | Superficie (km2) | Population (dernière pop. légale) | Densité (hab./km2) |
| ----------------------------- | ---------- | -------------- | ---------------- | --------------------------------- | ------------------ |
| Saint-Jean-de-Bournay (siège) | 38399      | Saint-Jeannais | 26,87            | 4 762 (2022)                      | 177                |
| Artas                         | 38015      | Artasiens      | 14,15            | 1 815 (2022)                      | 128                |
| Beauvoir-de-Marc              | 38035      | Beauvoisards   | 11,27            | 1 103 (2022)                      | 98                 |
| Châtonnay                     | 38094      | Chatonnois     | 31,84            | 1 958 (2022)                      | 61                 |
| Culin                         | 38141      | Culinois       | 7,32             | 785 (2022)                        | 107                |
| Lieudieu                      | 38211      | Lieudiéros     | 5,94             | 347 (2022)                        | 58                 |
| Meyrieu-les-Étangs            | 38231      | Meyruyards     | 8,54             | 1 029 (2022)                      | 120                |
| Meyssiez                      | 38232      | Meyssiards     | 13,88            | 665 (2022)                        | 48                 |
| Royas                         | 38346      | Royassois      | 5,48             | 410 (2022)                        | 75                 |
| Saint-Agnin-sur-Bion          | 38351      | Saint-Agneaux  | 9,7              | 1 161 (2022)                      | 120                |
| Sainte-Anne-sur-Gervonde      | 38358      | Trablinots     | 7,67             | 757 (2022)                        | 99                 |
| Savas-Mépin                   | 38476      | Savasiens      | 10,43            | 879 (2022)                        | 84                 |
| Tramolé                       | 38512      | Tramoliens     | 6,99             | 802 (2022)                        | 115                |
| Villeneuve-de-Marc            | 38555      | Villeneuvois   | 26,18            | 1 162 (2022)                      | 44                 |

## Sources
- Le SPLAF